# Creatura din Laguna Neagră se întoarce
Revenge of the Creature este un film SF american din 1955 regizat de Jack Arnold pentru Universal Pictures. În rolurile principale joacă actorii John Agar și Lori Nelson.
Revenge of the Creature este prima continuare a filmului Creature from the Black Lagoon. Filmul este notabil deoarece este singurul film 3D din 1955 și singura continuare 3-D a Creature from the Black Lagoon. A avut premiera la 11 mai 1955 în Statele Unite. A fost urmat de o altă continuare în 1956, The Creature Walks Among Us.
Un episod din Mystery Science Theater 3000 (din 1997) se bazează pe acest film.
În film apare Clint Eastwood, nemenționat, acesta fiind debutul său ca actor pe marele ecran.  

## Prezentare
După ce anterior a supraviețuit mai multor împușcături, Gill-man este capturat și trimis la Oceanarium Oceanarium din Florida, unde este studiat de psihologul de animale, profesorul Clete Ferguson (John Agar) și de studenta la ihtiologie Helen Dobson (Lori Nelson). Helen scrie o intrare în jurnal despre Gill-man, care este datată 7/10/1954.
Helen și Clete încep să se îndrăgostească rapid, spre mânia lui Joe Hayes (John Bromfield), cel care îl deține pe Gill-man. Gill-man o place instantaneu pe Helen, ceea ce împiedică sever eforturile lui Clete de a comunica cu el. În cele din urmă, Gill-man scapă din rezervorul său, ucigându-l pe Joe între timp și fuge în largul oceanului.
Gândindu-se fără să vrea mereu la Helen, Gill-man începe curând să o pândească pe ea dar și pe Clete. Creatura o răpește pe Helen în cele din urmă dintr-un restaurant de pe litoral unde se află la o petrecere cu Clete. Acesta încearcă să-l prindă, dar Gill-man scapă în apă cu prizoniera sa. Clete și mai mulți polițiști sosesc la timp și atunci când creatura apare, poliția o împușcă în timp ce Clete o salvează pe Helen.

## Actori
| Actor              | Rol                               |
| ------------------ | --------------------------------- |
| John Agar          | Prof. Clete Ferguson              |
| Lori Nelson        | Helen Dobson                      |
| John Bromfield     | Joe Hayes                         |
| Nestor Paiva       | Lucas                             |
| Grandon Rhodes     | Jackson Foster                    |
| Dave Willock       | Lou Gibson                        |
| Robert Williams    | George Johnson                    |
| Charles Cane       | Căpitan de poliție                |
| Robert F. Hoy      | Charlie                           |
| Brett Halsey       | Pete                              |
| Ricou Browning     | Gillman (sub apă)                 |
| Tom Hennesy        | Gillman (terestru)                |
| Jere A. Beery, Sr. | Fotograf de știri                 |
| Patsy Lee Beery    | Fată în mașină                    |
| Clint Eastwood     | Tehnician laborator (nemenționat) |